# جيمسيتابين
جيمسيتابين (بالانجليزية: Gemcitabine)، مُباعًا تحت الاسم التجاري Gemzar وغيره، هو دواء علاج كيميائي يستخدم في علاج عدة أنواع من السرطان، تتضمن سرطان الثدي، سرطان المبيض، سرطان الرئة ذو حجم الخلية غير الصغير، سرطان البنكرياس، وسرطان المثانة. يتم إعطاؤه بالحقن الوريدي البطيء.
الأعراض الجانبية العامة هي تثبيط نخاع العظم، مشاكل في الكبد والكلية، غثيان، حمّى، طفح، قصر النفس، وفقدان الشعر. كما أن استعماله أثناء الحمل يُحتمل أن يلحق الضرر بالجنين. جيمسيتابين ينتمي لعائلة الأدوية المماثلة للنوكليوزيد. وهو يعمل على إيقاف تصنيع جزيئات حمض نووي ريبوزي منقوص الأكسجين جديدة مما يؤدي إلى موت الخلية
و قد حصل جيمسيتابين على براءة الابتكار وسُجِّلَ عام 1983 وحصل على الموافقة الرسمية عام 1995. وقد تم طرح الأدوية الجنيسة في أوروبا عام 2009 وفي الولايات المتحدة عام 2010. وهو على قائمة الأدوية الأساسية النموذجية لمنظمة الصحة العالمية؛ الأدوية الأكثر فاعليةً وأمانًا ضمن ما يحتاجه نظام الرعاية الصحية. تبلغ التكلفة الإجمالية له فيالدول النامية ما يقارب 24.41 إلى 316.99 دولار أمريكي لكل أمبولة (غرام واحد)، بينما تُكلِّف هذه الأمبولة ذات الغرام الواحد هيئة الخدمات الصحية الوطنية 155 باوند في المملكة المتحدة.

## الاستخدامات الطبية
يستعمل جيمسيتابين في علاج أنواع متنوعة من السرطانات. يستعمل مُنفردًا كخيار أول لعلاج سرطان البنكرياس، كما يستعمل كتوليفة دوائية مع دواء السيسبلاتين (Cisplatin) لعلاج سرطان المثانة المتقدِّم أو النَقيليّ ولعلاج سرطان الرئة ذو حجم الخلية غير الصغير المتقدِّم أو النَقيليّ. كما يستعمل خيارًا ثانيا ضمن توليفة مع دواء الكاربوبلاتين (Carboplatin) لعلاج سرطان المبيض وبتوليفة مع دواء الباكليتاكسيل (Paclitaxel) لعلاج سرطان الثدي النَقيليّ أو الذي لا يُمكن استئصالًُه جراحيًّا.
من المتعارف أن جيمسيتابين يستعمل لعلاج سرطان الأوعية الصفراوية وغيره من سرطانات الجهاز الصفراوي 
```
كاستعمال آخر غير الاستعمال الأصلي الذي طُوِّرَ هذا الدواء لأجله.
```

و يتم إعطاء جيمسيتابين بالحقن الوريدي في عيادة العلاج الكيميائي.

## محاظير الاستعمال والتداخلات الدوائية
التداوي بجيمسيتابين من الممكن أن يؤثر على خصوبة الرجال والنساء، حياتهم الجنسية، والدورة الشهرية. يُمنَع أن تحمل المرأة التي تأخذ جيمسيتابين، كما يُحظر استعماله عند المرأة الحامل أو المُرضِع رضاعة طبيعية.
لم تتم دراسة التداخلات الدوائية لهذا الدواء.

## الآثار الجانبية
جيمسيتابين هو علاج كيميائي يعمل على قتل أي خلية تقوم بالانقسام والتكاثر. الخلايا السرطانية تنقسم وتتكاثر بسرعة وبالتالي يتم استهدافها من قِبَل جيمسيتابين بمعدَّلات أكبر من بقية الخلايا السليمة، لكن هناك العديد من الخلايا الأساسية التي تنقسم بسرعة أيضًا! بما في ذلك خلايا الجلد، فروة الرأس، الخلايا المُبطِّنة للمعدة ونخاع العظم مما يتسبَّب بالآثار الجانبية للدواء:265
تحمل اللّصاقة التعريفية للدواء التحذيرات التالية:
- جيمسيتابين يقوم بتثبيط وظائف نخاع العظم مما يسبِّب قلة الكريات البيض، قلة الصفيحات الدموية، وفقر الدم (أنيميا).
- يجب استعماله بحذر مع مرضى الكبد، الكلية، أو القلب والأوعية الدموية.
- يُمنع من يأخذ جيمسيتابين من أخذ المطاعيم الحيّة.
- من الممكن أن يسبب متلازمة اعتلال الدماغ الخلفي المُنعكسة (بالإنجليزية: posterior reversible encephalopathy syndrome).
- من الممكن أن يسبب متلازمة التسرّب الشعيري.
- من الممكن أن يسبب مضاعفات خطيرة على الرئة مثل وذمة الرئة، ذات الرئة، ومتلازمة الضائقة التنفسية الحادة.
- من الممكن أن يُلحِقَ الأذى بالحيوانات المنوية.[11][18]

الأعراض الجانبية الشائعة جدا (الأعراض التي تظهر عند أكثر من 10% ممَّن يأخذه من المرضى) تتضمَّن:
1. صعوبة التنفس
2. أعداد متدنية لكريات الدم البيضاء والحمراء وللصفائح الدموية
3. غثيان وتقيؤ
4. ارتفاع في انزيمات الكبد (Transaminases)
5. طفح وحساسية وحكة في الجلد
6. فقدان الشعر
7. خروج الدم والبروتينات في الدم
8. أعراض مشابهة لأعراض نزلة البرد
9. تنفّخ من السوائل[11][16]

الأعراض الجانبية الشائعة (الأعراض التي تظهر عند 1% إلى 10% ممَّن يأخذه من المرضى) تتضمن:
```
حمّى، فقدان الشهيّة، صداع، إيجاد صعوبة في النوم، وهن وتعب عام، سعلة، سيلان الأنف، إسهال، تقرّحات في الفم والشفتين، التعرّق، آلام الظهر، ألم في العضلات.
[
11
]
```

## في علم الأدوية
جيمسيتابين هو مركب محبّ للماءو يجب أن يتم نقله إلى الخلايا عبر نواقل النيوكليوسيدات الجزيئية (أكثر نواقل الجيمسيتابين شيوعًا همSLC28A1 و SLC29A1 و SLC28A3). بعد أن يدخل الخلية، يتم التعديل على جيمسيتابين بربطه بمجموعة فوسفاتفيصبح جيمسيتابين أحادي الفوسفات، وهذه هي الخطوة المعدِّلة للتفاعل والتي يتم تحفيزها عبر الإنزيم المُفسفِر للستيدين منزوع الأكسجين. ثم تتم إضافة مجموعتي فوسفات عبر إنزيمات أخرى. بعد إضافة ثلاث مجموعات فوسفات يصبح الجيمسيتابين فعّال دوائيٍّا على شكل جيمسيتابين ثلاثيّ الفوسفات.
بعد أن يتم فسفرته ثلاث مرات، فإنَّ جيمسيتابين سيتنكِّر ليبدو وكأنَّه جزيء سيتيدين (بالإنجليزية: Cytidine)فيتمّ دمجه ضمن حبل الحمض النووي الريبوزي منقوص الأكسجين (الـ DNA) الجديد الذي يتم تصنيعه أثناء تضاعف الخلية.
عندما يتحدّ الجيمسيتابين ضمن الـ DNA فإنَّهُ يسمح لقاعدة نيوكلوسيد أصيلة، طبيعية، بأن تُضاف إلى جانبه. وهذا يؤدي إلى «إنهاء مُقنَّع لبناء سلسلة القواعد» وذلك لأنَّ الجيمسيتابين هو قاعدة نيتروجينية «ذات عيوب» أي أنها مختلفة عن القواعد الطبيعية مع احتفاظها بالشبه، ولكن بسبب وجود قاعدة النيوكليوسيد الطبيعية بجانبه فإنَّهُ يُراوغ النظام الطبيعي لإصلاح الـ DNA في الخلية (إصلاح القواعد باستئصالها). وبذلك فإنَّ اتحاد الجيمسيتابين بـ DNA الخلية سيخق طفرة غير قابلة للإصلاح، مما يؤدي لتثبيط صناعة الـ DNA، وبالتالي يؤدي إلى موت الخلية.
شكل الجيمسيتابين المرتبط بمجموعتيّ فوسفات له فاعلية أيضا؛ حيث يقوم بتثبيط الإنزيم المُختزل للريبونيوكليوتيد، وهو إنزيم مهم في تصنيع نيوكلوتيدات جديدة. نقص النيوكليوتيدات هذا سيقود الخلية إلى امتصاص المزيد من العناصر التي تحتاجها لتصنيع النيوكليوتيدات من خارج الخلية، مما يؤدي إلى زيادة امتصاص الجيمسيتابين أيضًا.

## كيميائيًا

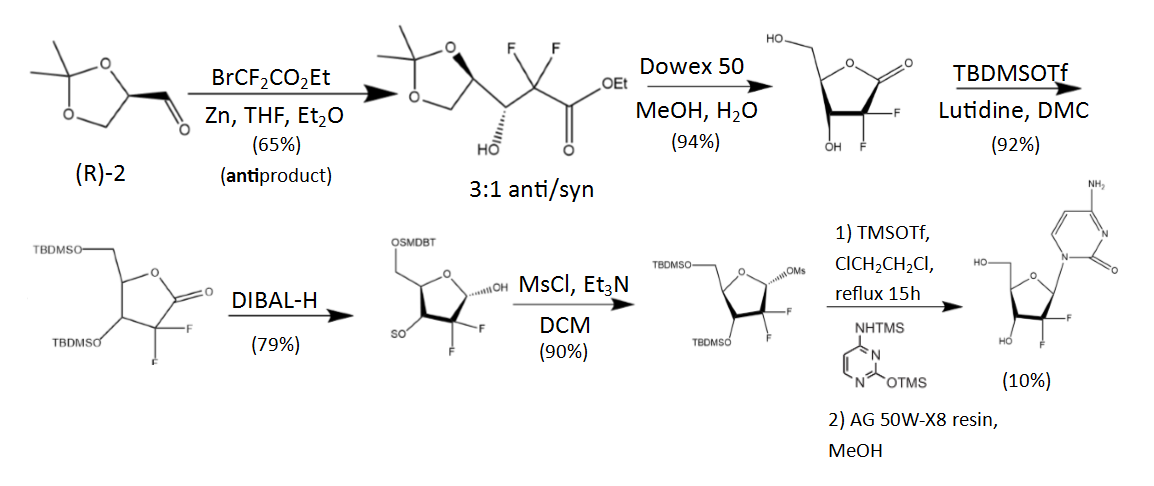
توضح خطوات التصنيع الاصلية المستخدمة و المنشورة عبر .Hertel et al في عام 1988 لمختبرات شركة Lilly

جيمسيتابين هو دواء أولي مُصنَّع لنوع النيوكليوسيد: البيريميدين، فالجيمسيتابين هو مضاهئ نوكليوزيد بحيث تم استبدال ذرات الهيدروجين على الكربونة رقم 2' من السيتيدين منزوع الأكسجين بذرات الفلور.
```
شرح خطوات التصنيع كما يلي في الصورة هو طريقة التصنيع الأصلية التي تمت في مختبرات شركة Eli Lilly. التصنيع يبدأ بالغليسيرألديهايد يمينيّ التماثل البصريّ النقيّ (بالإنجليزية: D-glyceraldehyde (R)-2) كمادة أولية يُمكن تصنيعها من مادة المانيتول يمينيّ التماثل البصريّ (بالإنجليزية: D-mannitol) عبر خطوتين إلى 7 خطوات. ثم يتم إضافة الفلور بمنهجية«حجر البناء» باستعمال الإيثيل برومأيدفلورأسيتيت. ثم بعمل تفاعل ريفورماتسكي (الذي يقوم بدمج الألدهايد أو الكيتون مع ألفا هالو 
إستر
 للحصول على بيتا هيدروكسي إستر باستعمال 
الزينك
)تحت الظروف المعيارية سنحصل على 1:3 ترانس/سيس كخليط 
مقابل غير ضوئي
، بالأغلبية لناتج واحد. فصل المقابلات غير الضوئية يتم عبر 
استشراب السائل رفيع الإنجاز
(HPLC)، وبالتالي نحصل على ترانس-3 جيمسيتابين بحاصل 65% من الناتج الكلي. تم تطوير طريقتي تصنيع كامل -على الأقل- على يد مجموعات أخرى.
[
22
]
[
23
]
 At least two other full synthesis methods have also been developed by different groups.
[
23
]
```

## تاريخيًا
تم تركيب جيمسيتابين للمرة الأولى في بدايات العقد 1980 في مختبر لاري هيرتل في شركة إيلي ليلي. وقد كان القصدُ من تركيبه أن يكون دواءً مضادًا للفيروسات، ولكن الاختبارات قبل السريرية أظهرت مقدرته على قتل خلايا ابيضاض الدم في أنابيب الاختبار.
و في بدايات العقد 1990 تم دراسة جيمسيتابين في التجارب السريرية. التجارب القائمة على سرطان البنكرياس أظهرت بوضوح مهم أن جيمسيتابين يزيد من فترة البقاء سنة واحدة، وقد حصل على الموافقة الرسمية في المملكة المتحدة عام 1995 وحصل على الموافقة الرسمية من إدارة الغذاء و الدواء (الولايات المتحدة) عام 1996 لعلاج سرطان البنكرياس. في عام 1998 حصل على الموافقة الرسمية من إدارة الغذاء والدواء لعلاج سرطان الرئة ذو حجم الخلية غير الصغير وبعام 2004 حصل على الموافقة لعلاج سرطان الثدي النَقيليّ.
تم توحيد الملصقات البيانية لهذا الدواء في أوروبا بواسطة وكالة الأدوية الأوروبية عام 2008.
في عام 2008، بلغت قيمة المبيعات الإجمالية لجيمسيتابين من شركة ليلي ما يقارب 1.7 بليون دولار أمريكي؛ في الوقت الذي كانت ستنتهي صلاحية براءة الاختراع الأمريكية في عام 2013 والأوروبية في عام 2009. تم إطلاق أول دواء جنيس (غير محدود الملكية) في أوروبا بعام 2009، وقد بلغت مشاكل تحديات براءة الاختراع ذروتها في الولايات المتحدة مما أدى إلى إبطال براءة الاختراع لشركة ليلي في كيفية عمل الدواء. فبدأت الشركات الجنيسة ببيع هذا الدواء في الولايات المتحدة بعام 2010 عندما انتهت صلاحية براءة الاختراع للمركب الكيميائي بحدّ ذاته. وقد احتلَّ التقاضِ بشأن البراءات العناوين الرئيسية في الصين، وحُسِم الأمر بعام 2010. Patent litigation in China made headlines there and was resolved in 2010.

## مجتمعيًا
يجري تسويق جيمسيتابين عالميا تحت العديد من الأسماء التجارية: Abine, Accogem, Acytabin, Antoril, axigem, Bendacitabin, Biogem, Boligem, Celzar, Citegin, Cytigem, Cytogem, Daplax, DBL, Demozar, Dercin, Emcitab, Enekamub, Eriogem, Fotinex, Gebina, Gemalata, Gembin, Gembine, Gembio, Gemcel, Gemcetin, Gemcibine, Gemcikal, Gemcipen, Gemcired, Gemcirena, Gemcit, Gemcitabin, Gemcitabina, Gemcitabine, Gemcitabinum, Gemcitan, Gemedac, Gemflor, Gemful, Gemita, Gemko, Gemliquid, Gemmis, Gemnil, Gempower, Gemsol, Gemstad, Gemstada, Gemtabine, Gemtavis, Gemtaz, Gemtero, Gemtra, Gemtro, Gemvic, Gemxit, Gemzar, Gentabim, Genuten, Genvir, Geroam, Gestredos, Getanosan, Getmisi, Gezt, Gitrabin, Gramagen, Haxanit, Jemta, Kalbezar, Medigem, Meditabine,
. Nabigem, Nallian, Oncogem, Oncoril, Pamigeno, Ribozar, Santabin, Sitagem, Symtabin, Yu Jie, Ze Fei, and Zefei

## في الأبحاث
بما أنه يُعتبر ذو أهمية علاجية ولكن الطريقة الوحيدة لإعطائه هي بالحقن الوريدي فإن هناك توجُّهًا بالأبحاث في كيفية إعادة صياغة وتركيب جيمسيتابين بحيث يُصبح متاحًا للتناول عبر الفم.
```
وقد حظي 
علم الصيدلة الجيني
 
والصيدلة الجينية
 بالاهتمام المستمر. في عام 2014 لم يكن الأمر واضحًا فيما لو كانت التجارب الجينية والاختبارات على جينات المرضى ستفيد في عملية تحديد الجرعات التي ستحقق أفضل استجابة للدواء.
[
19
]

ولكنَّ الدراسات اللاحقة أظهرت أن التباين في التعبير الجيني للبروتينات (SLC28A1 و SLC29A1 و SLC28A3)؛ المُستخدمة في نقل جيمساتيبين إلى داخل الخلية، سيسبب التباين في فاعلية الدواء. وبشكل مشابه فإن التباين بالجينات المُعبِّرة عن البروتينات التي تسببب إبطال فاعلية جيمسيتابين (نازع الأمين من السيتيدين منزوع الأكسجين- Deoxycytidine deaminase- ، نازع الأمين من السيتيدين-Cytidine deaminase- و 5'(3')-deoxyribonucleotidase NT5C) والتباين بالجينات المُعبِّرة عن المكوِّنات الخلوية التي يستهدفها الدواء (RRM1, RRM2, and RRM2B) سيؤدي إلى التباين بالاستجابة للدواء من مريض لآخر.
[
19
]
 كما تجري الأبحاث لاكتشاف كيف أن ماهية الطفرات في سرطان البنكرياس ستحدد الاستجابة للعلاج بجيمسيتابين.
[
33
]
```

كما تمت دراسته لعلاج غرنة كابوزي؛ وهو نوع معروف من السرطان لدى مرضى نقص المناعة المكتسبة الإيدز، والإيدز بالأساس مرض غير شائع في الدول المتقدمة ولكنه ليس بلا شيوع في الدول النامية.